# Samuel Duræus
Samuel Duræus, född den 20 maj 1718 i Linköping, död den 8 juli 1789 i Uppsala, var en svensk fysiker och matematiker. Han var sonson till Erik Duræus.
Duræus blev adjunkt i filosofiska fakulteten vid Uppsala universitet 1749 och professor i fysik där 1757. I sina yngre år var han ansedd som en framstående fysiker och valdes därför 1752 till ledamot av Vetenskapsakademien, men blev med tiden svårt alkoholiserad och uteslöts därför ur nämnda akademi och blev 1787 även tvingad att lämna sin professur.
Förutom 35 akademiska avhandlingar, huvudsakligen inom fysiken, och tre uppsatser i Vetenskapsakademiens handlingar utgav han den lilla skriften Om logarithmernes ursprung, bruk och uträknande (1751) liksom Utkast til föreläsningar öfver naturkunnigheten (1759), en lärobok, som länge begagnades vid universitetet.